# Pădure
Pădure (węg. Székelyhegytanya) – wieś w Rumunii, w okręgu Alba, w gminie Bucerdea Grânoasă. W 2011 roku liczyła 11 mieszkańców.